# Smithfield, Ohio
Smithfield là một làng thuộc quận Jefferson, tiểu bang Ohio, Hoa Kỳ. Năm 2010, dân số của làng này là 869 người.

## Dân số
- Dân số năm 2000: 867 người.
- Dân số năm 2010: 869 người.